# 2.5차원

패럴랙스 스크롤링의 예

2.5차원(2.5D, pseudo-3D)은 사실 여부를 떠나서 이미지나 씬을 3차원으로 시뮬레이션하기 위해 아니면 2차원 플레이에 제한을 받는 3차원 비디오 게임의 게임플레이, 또는 고정각이 있는 가상 카메라에 사용되는 2차원 투영 또는 이와 비슷한 기법을 기술하는 용어이다. 이와 반대로, 이러한 제한이 없는 3차원 컴퓨터 그래픽스를 사용하는 게임의 경우 트루 3D(true 3D)라는 표현이 사용된다.
비디오 게임과 마찬가지로, 이러한 투영은 지리시각화(GVIS)에 유용하며, 시각적으로 인지되는 공간적 표현이나 3차원 시각화를 이해하는데 도움을 준다.

## 역사

트렌타 계곡을 비행하는 모습.

의사 3D(pseudo-3D)를 사용한 최초의 비디오 게임은 주로 아케이드 게임이었으며, 마이크로프로세서를 사용하기 시작한 1970년대 중순으로 거슬러 올라가면 그 최초의 예를 볼 수 있다. 1975년 다이토는 《인터셉터》(Interceptor)라는 최초의 1인칭 슈팅 게임이자 전투 비행 시뮬레이터를 출시하였다.

## 같이 보기
- 3차원 컴퓨터 그래픽스
- 광선 투사
- 벡터 그래픽스